# Хільчевські
Хільчевські (пол. Chilczewski, рос. Хильчевские, Хилчевские) - шляхетський рід. 

## Походження
Родоначальник – Тарасій Хільчевський, який переселився в Малоросію з Польщі. За участь у походах проти кримців в кінці XVII ст. (1687, 1689 рр.) та в якості військового товариша в Азовському поході (1695—1696 рр.) нагороджений маєтками. 
Син його, Єстафій,  військовий товариш Ніжинського полку, брав участь у багатьох  походах.
Син останнього, Іван, до 1767 р. також служив на військовій службі, а пізніше був депутатом  «по розмежуванню малоросійських земель».  
Рід записаний у дворянській родовідній книзі Чернігівської губернії. А також фігурує у списках дворянських родів: Київської та Полтавської губерній.

## Опис герба
У щиті, що має блакитне поле, зображений срібний півмісяць рогами догори, знизу якого вістрями торкаються дві шпаги і між ними у підошві щита золотий хрест. 
Щит увінчаний дворянськими шоломом і короною з страусовим пір'ям. 
Намет на щиті блакитний підкладений сріблом. Герб роду Хільчевських внесений до  "Загального гербовника дворянських родів Російської імперії" (частина VII, стор. 157).